# Rio Béthune
O rio Béthune é um rio que percorre o departamento de Seine-Maritime, na França. Nasce na comuna de Gaillefontaine, tem 61 km de comprimento e é afluente do rio Arques, com o qual conflui em Saint-Aubin-le-Cauf. O seu principal afluente é o rio Sorson.
Ao longo do seu percurso, passa sucessivamente pelas comunas de Gaillefontaine, Longmesnil, Beaussault, Compainville, Mesnil-Mauger, Saint-Saire, Nesle-Hodeng,   Bouelles, Neuville-Ferrières, Quièvrecourt, Neufchâtel-en-Bray, Saint-Martin-l'Hortier, Mesnières-en-Bray, Fresles, Bures-en-Bray, Croixdalle, Osmoy-Saint-Valery, Ricarville-du-Val, Saint-Vaast-d'Équiqueville, Freulleville, Meulers, Saint-Jacques-d'Aliermont, Saint-Germain-d'Étables, Dampierre-Saint-Nicolas, Saint-Nicolas-d'Aliermont, Martigny, Saint-Aubin-le-Cauf e Arques-la-Bataille.